# Bermudo I. (Asturien)
Bermudo I. († um 797 in Oviedo; auch Vermudo I. genannt) war von 788 bis September 791 König von Asturien.
Bermudo war Sohn von Fruela Pérez, dem Bruder von König Alfons I., und Bruder des früheren Königs Aurelio (768–774). Für seine Erhebung zum König ist ein Wahlakt bezeugt. Er hatte vor seiner Thronbesteigung die Weihe zum Diakon empfangen, war also für eine kirchliche Karriere bestimmt. Da er dem geistlichen Stand angehörte, war seine Thronfolge kirchenrechtlich unzulässig. Deswegen verzichtete er (der Chronik Alfons’ III. zufolge) nach drei Jahren freiwillig auf die Königswürde und lebte nach der Abdankung noch mehrere Jahre. In der Forschung ist jedoch vermutet worden, dass die Abdankung nicht freiwillig war, sondern wegen einer Niederlage gegen die Muslime in der Schlacht von Burbia erfolgte. Schon 790 hatte er Alfons II. zum Nachfolger designiert und anscheinend auch zum Mitregenten erhoben. Nach seiner Abdankung im folgenden Jahr wurde Alfons Alleinherrscher.